# Mestlin

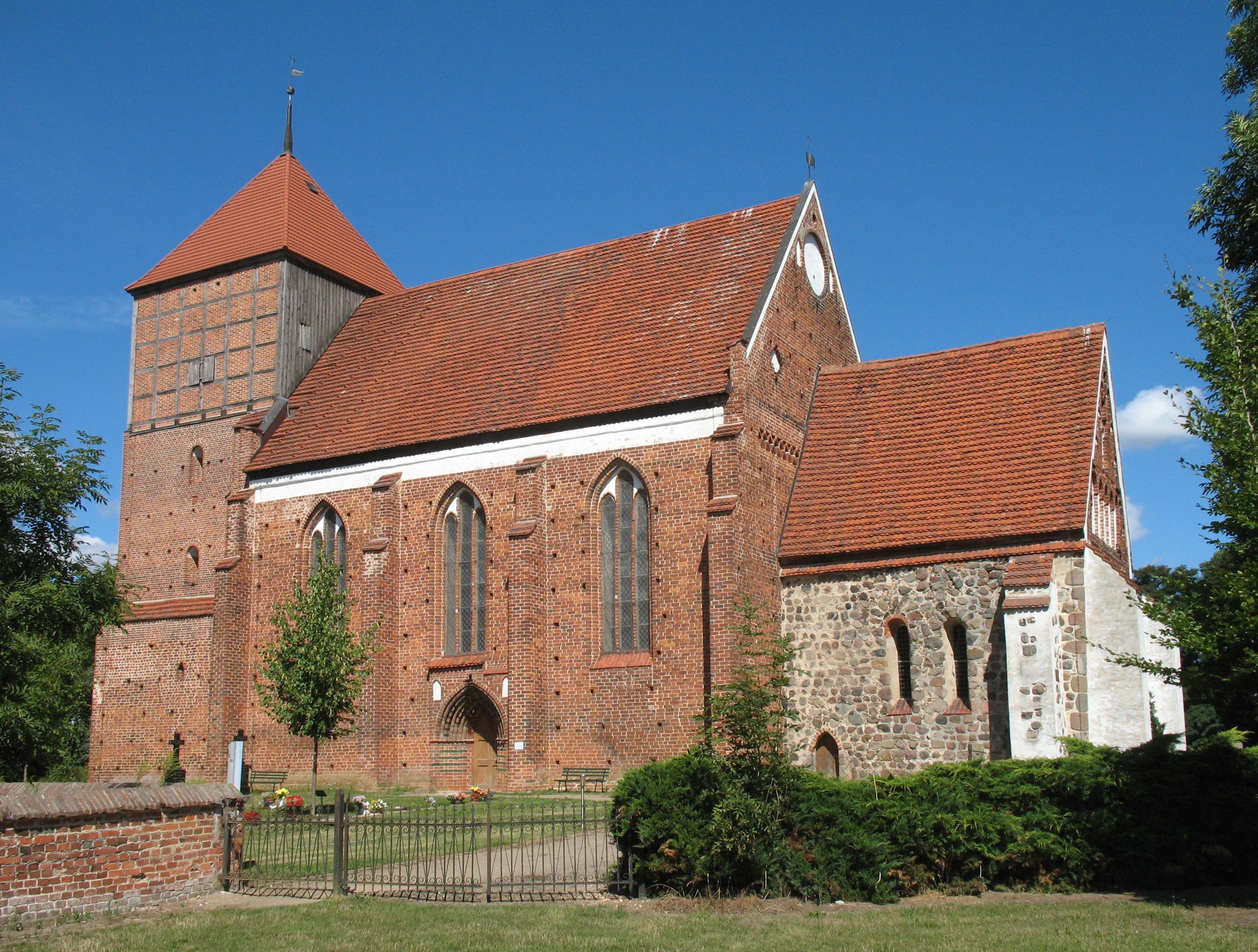
Kerk

Mestlin is een gemeente in de Duitse deelstaat Mecklenburg-Voor-Pommeren, en maakt deel uit van de Landkreis Ludwigslust-Parchim.
Mestlin telt 755 inwoners.
Behalve de hoofdplaats Mestlin bevat de gemeente ook de dorpen Ruest en Kadow en Vimfow.

## Fotogalerij

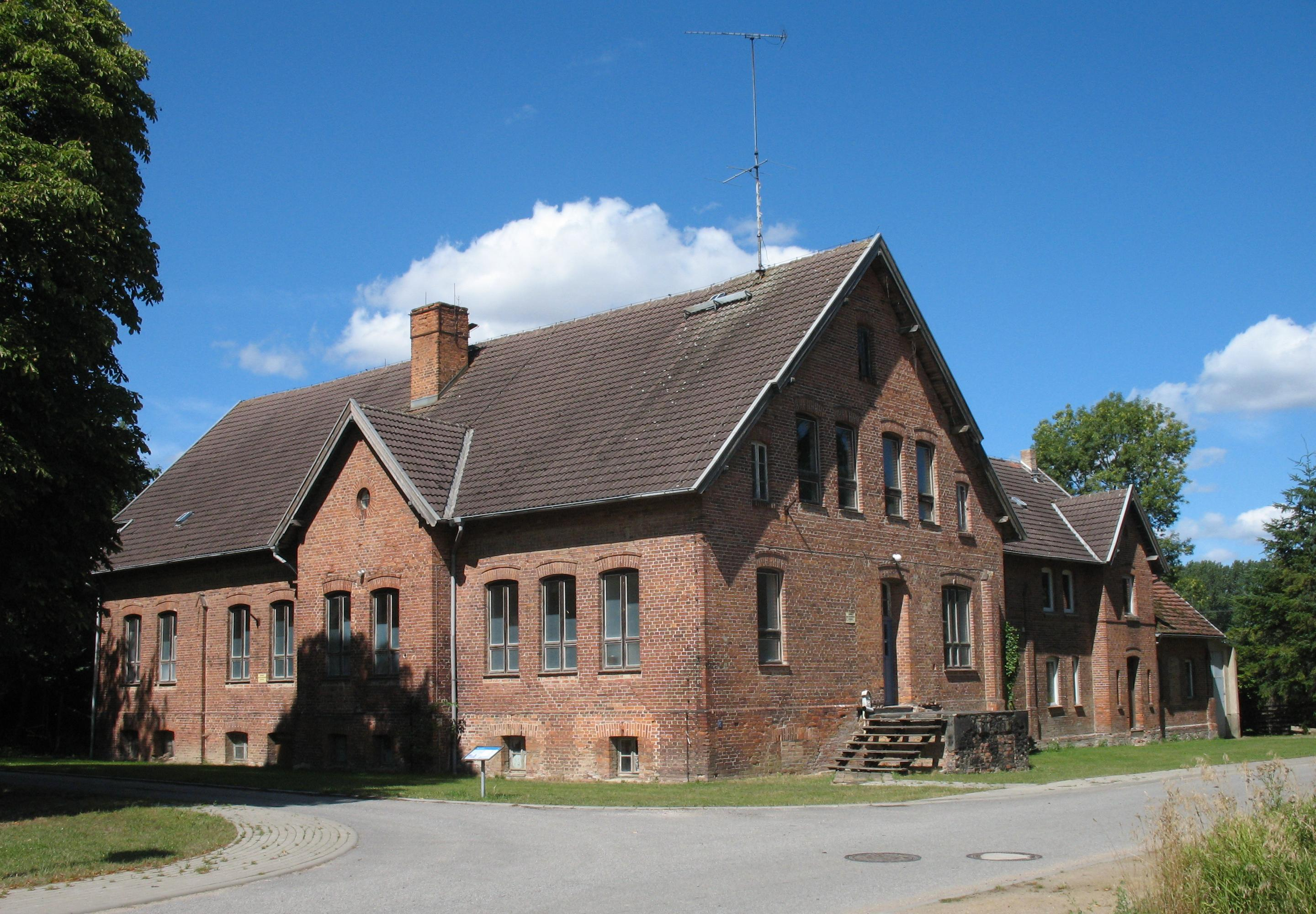
Voormalige boerderij (herenhuis)
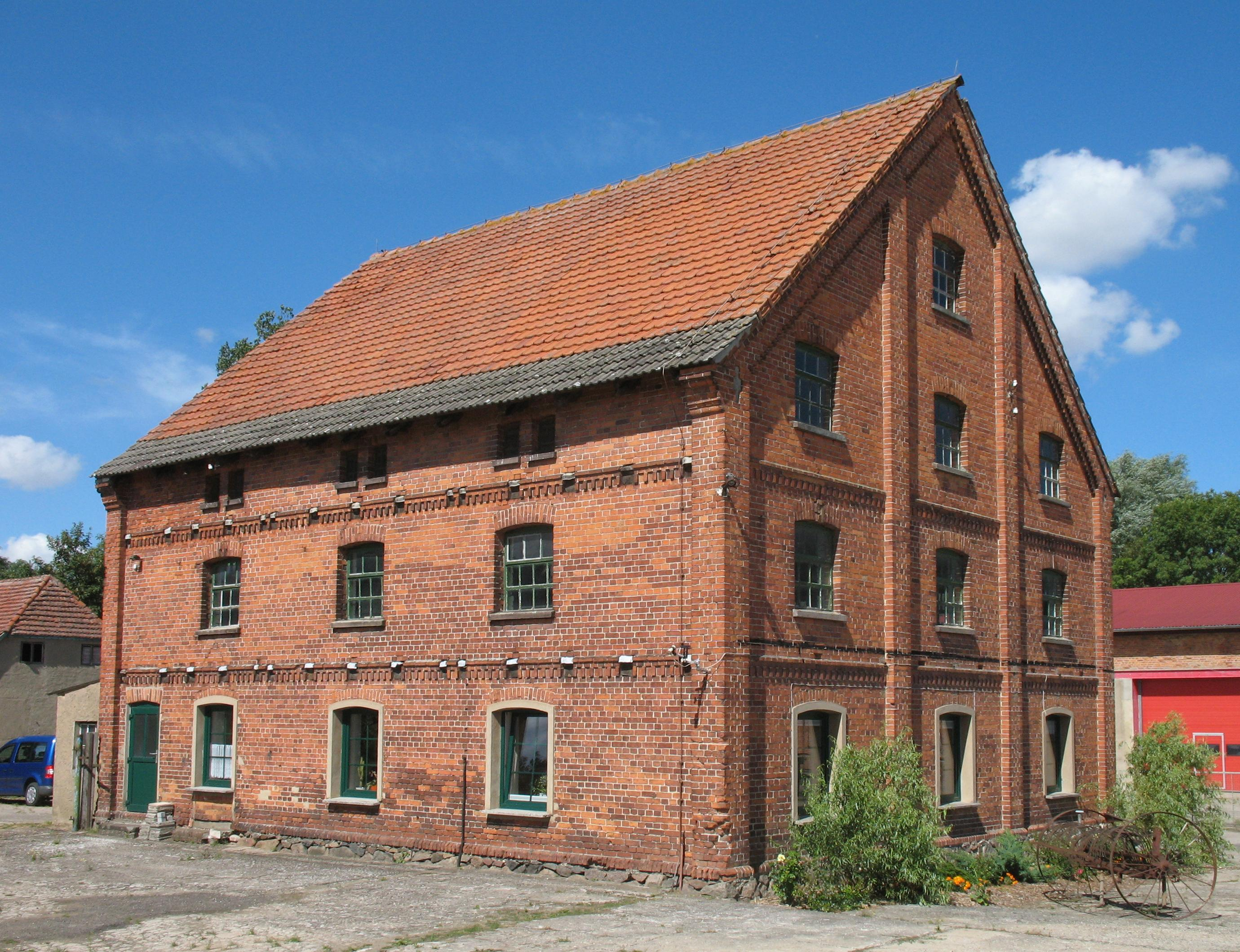
Opslag op terrein herenhuis
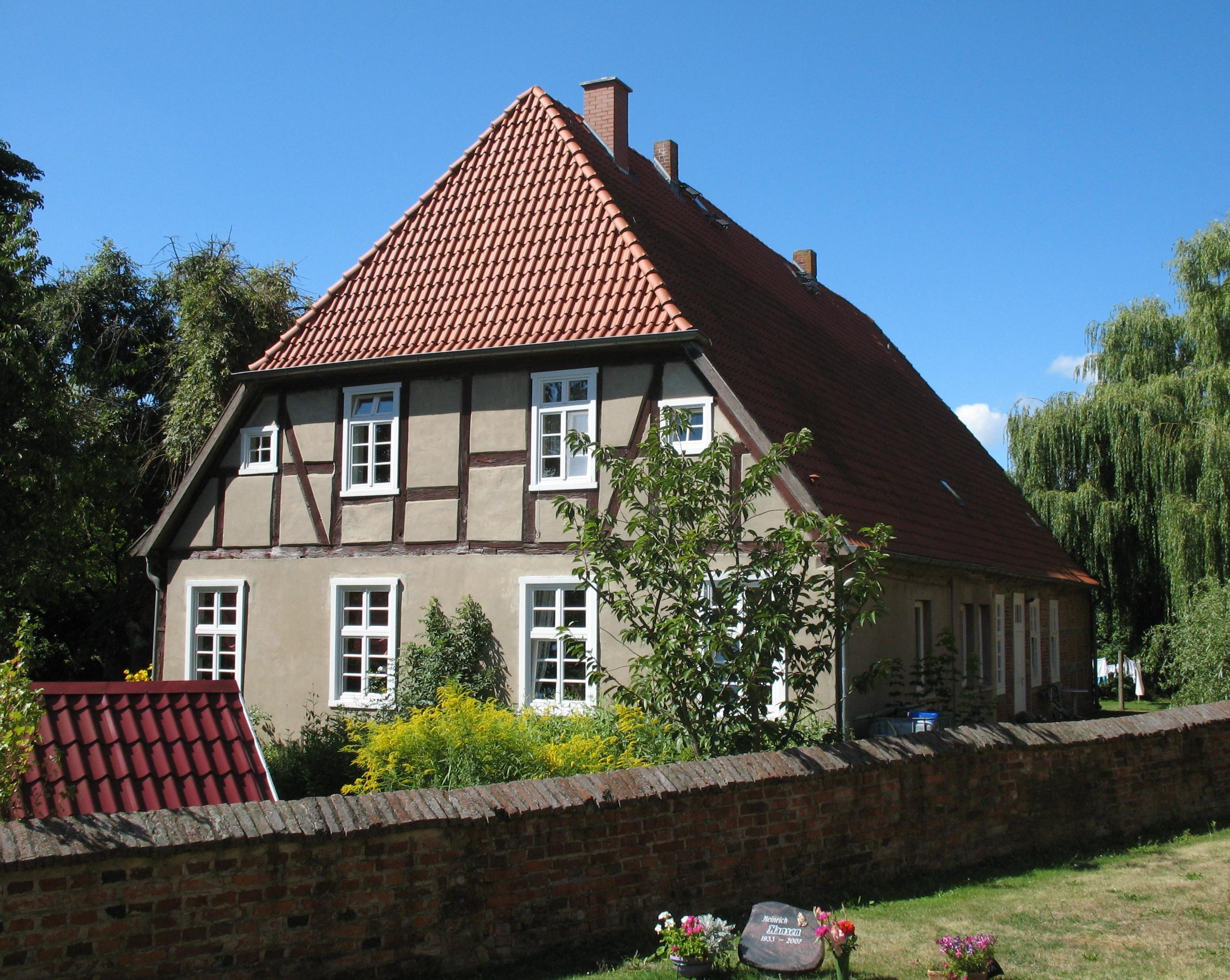
Pastorie
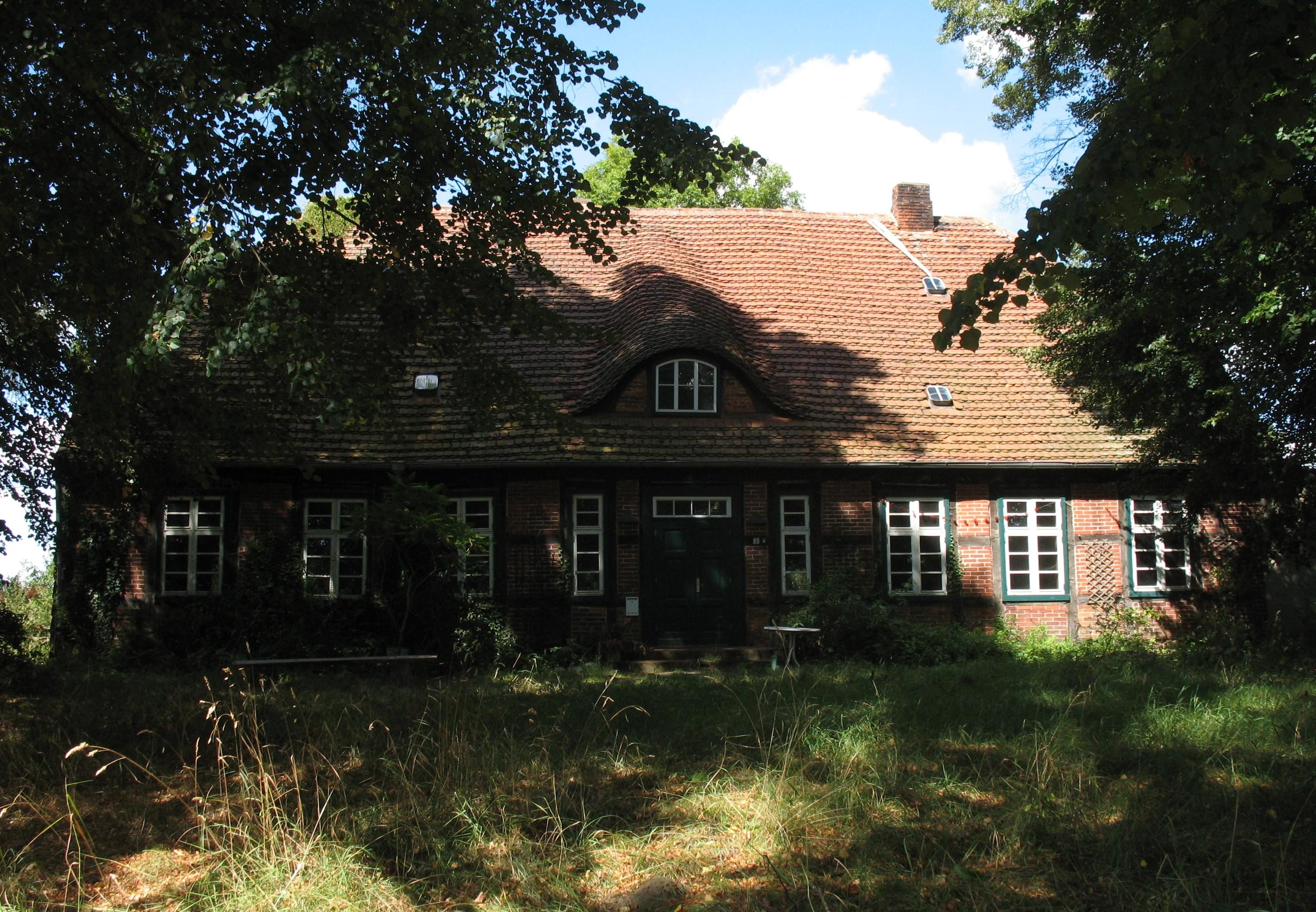
Forsthof
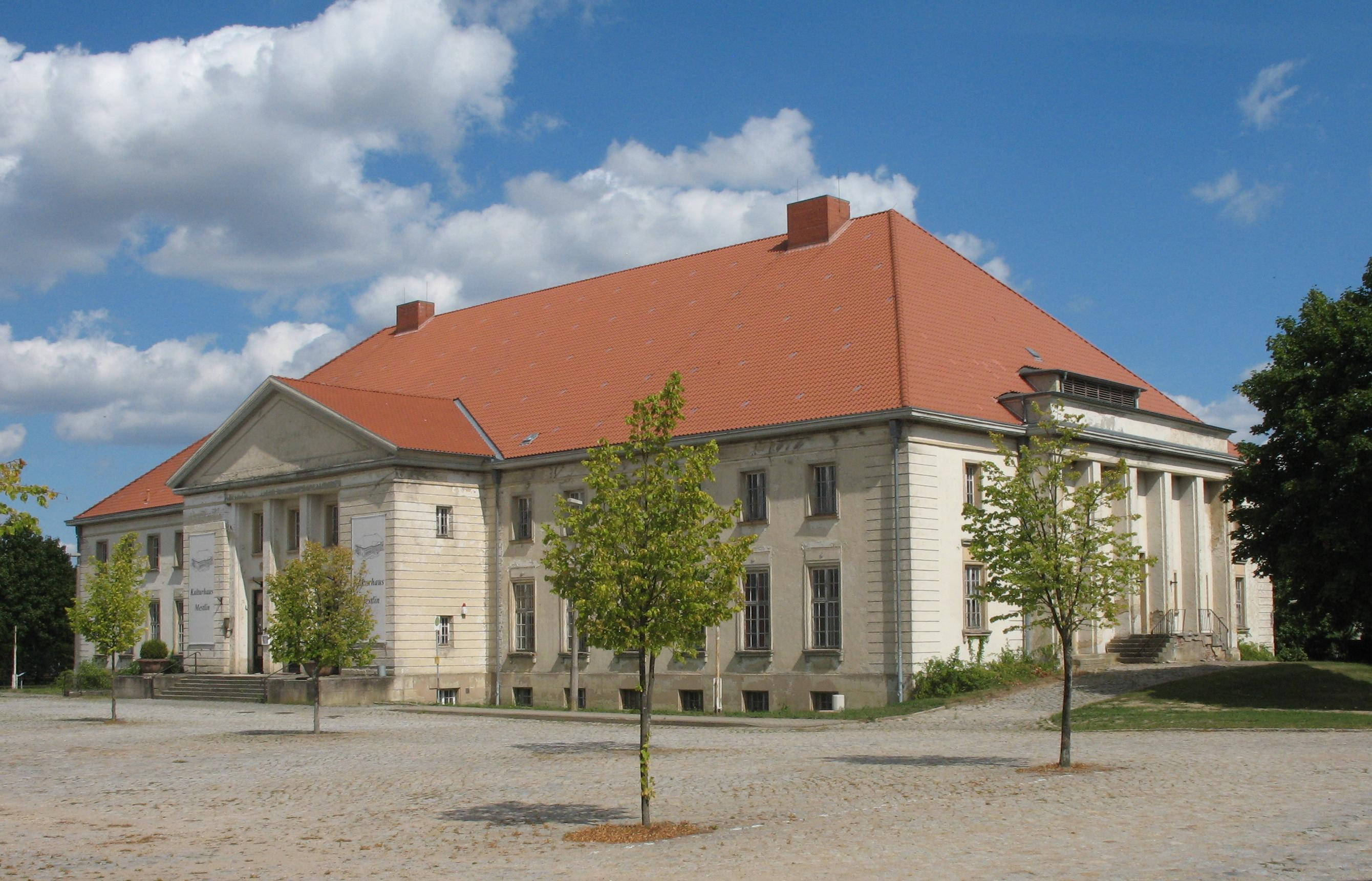
Cultuurhuis
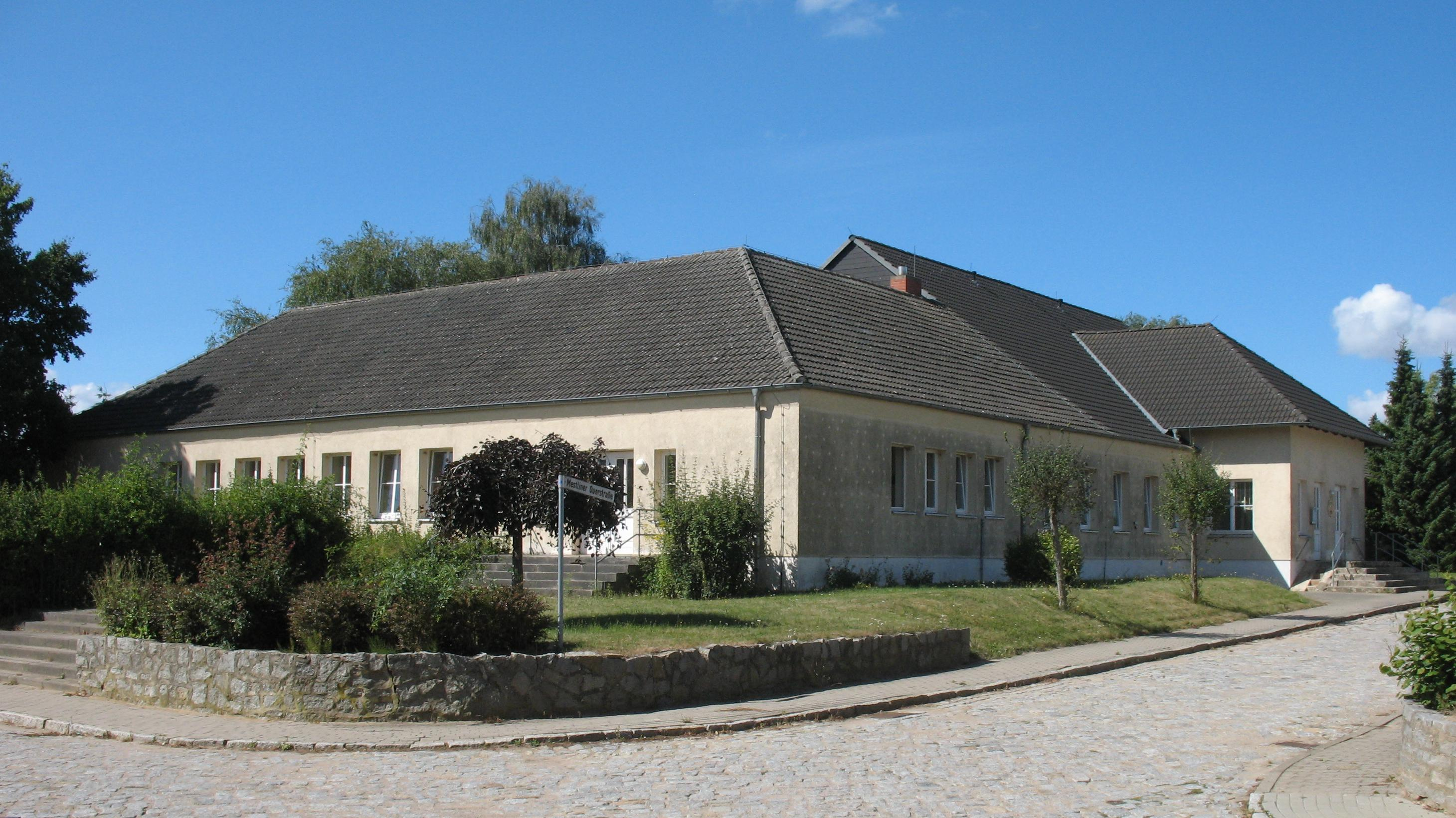
Kindergarten
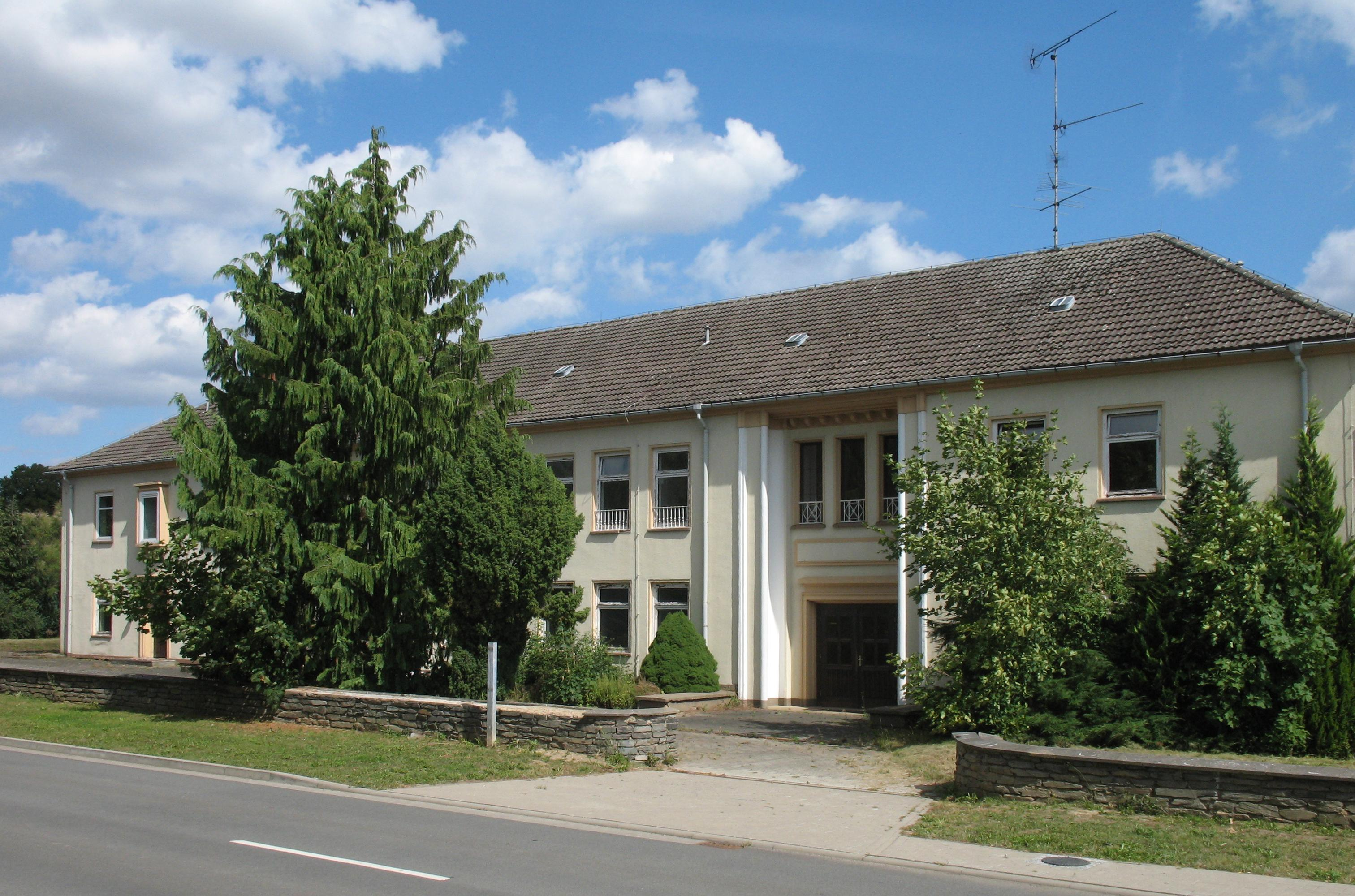
Voormalige polikliniek

Ruest
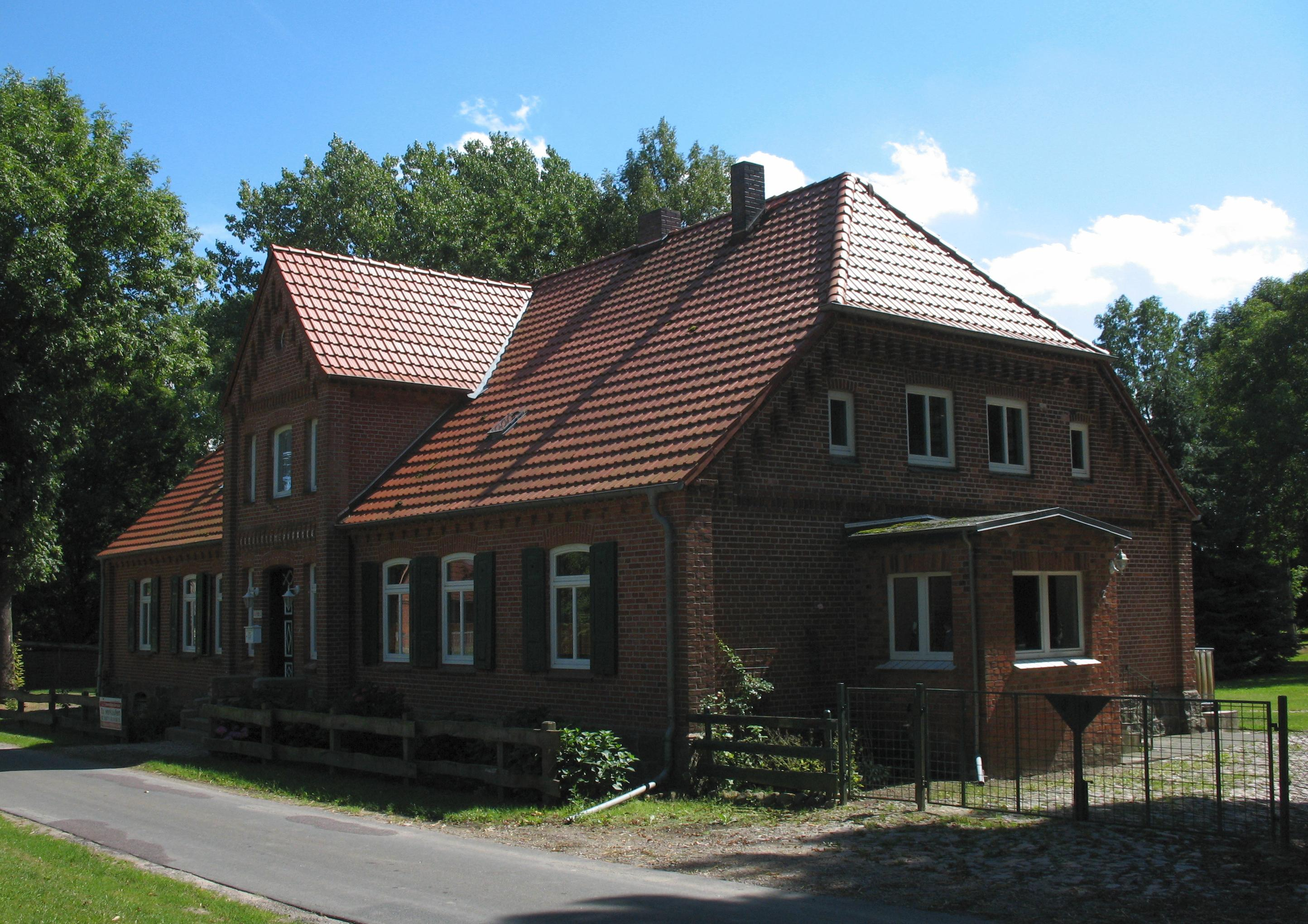
Historisch woonhuis
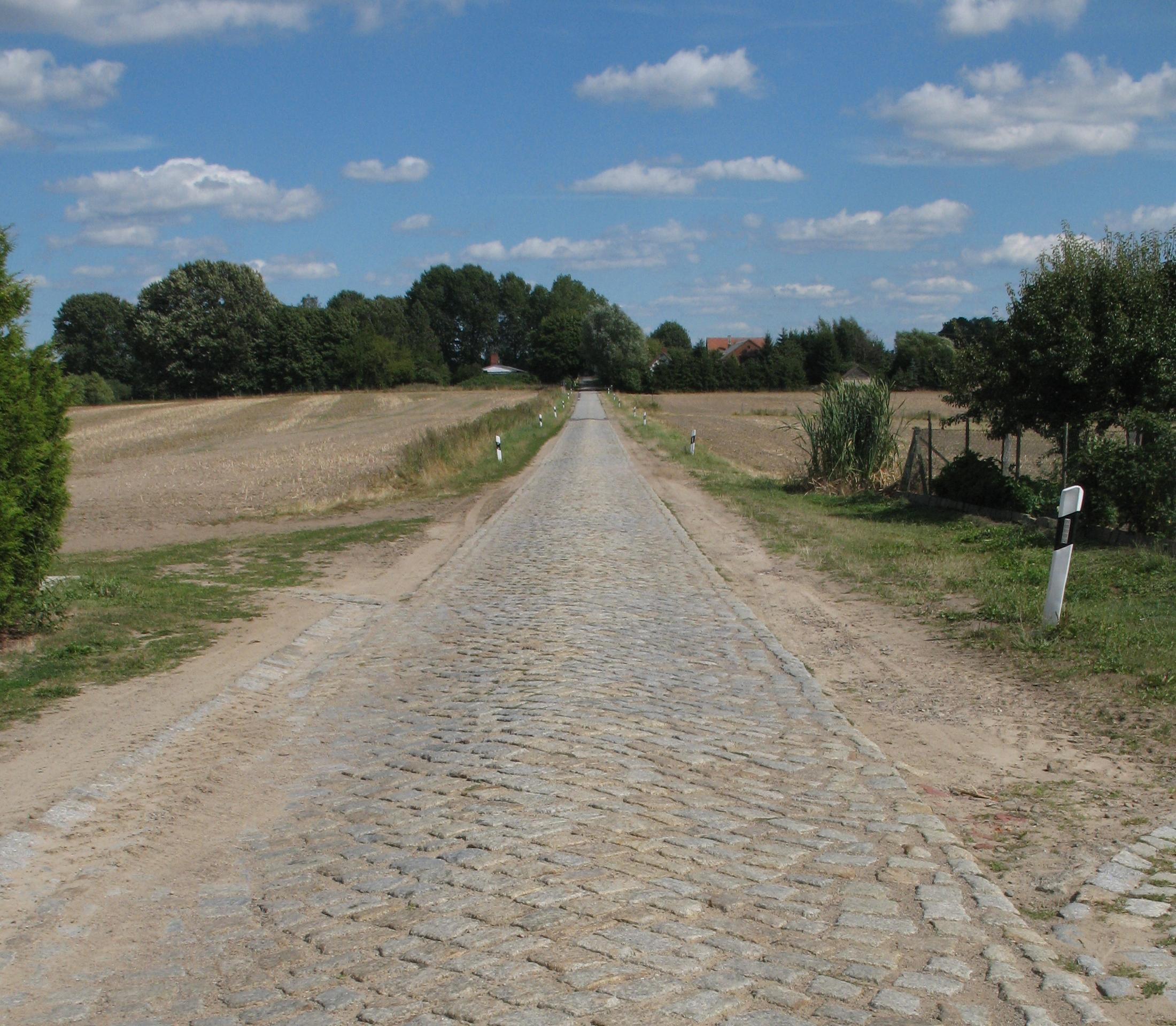
keienweg naar Ruester Krug
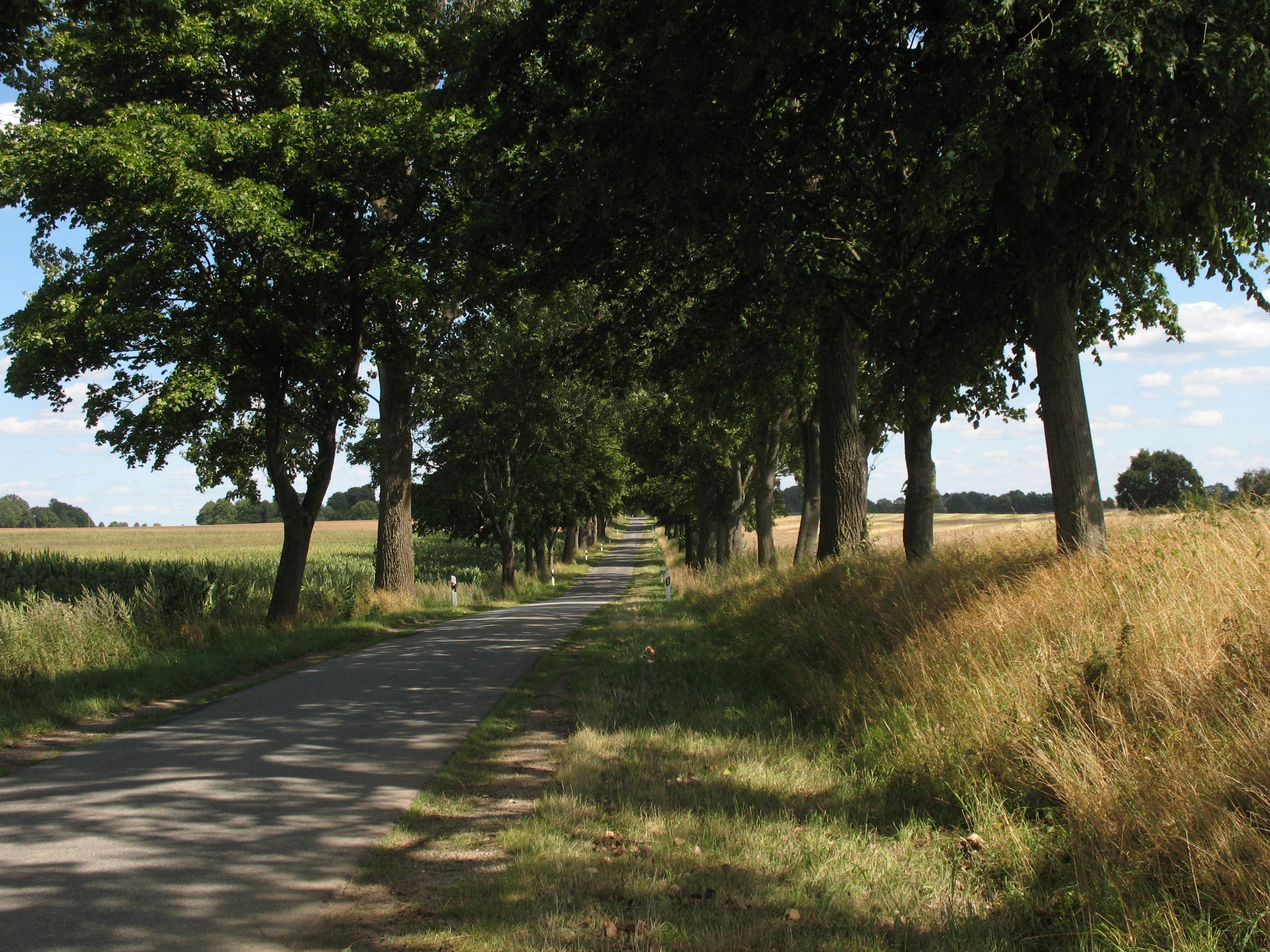
Ruest Allee
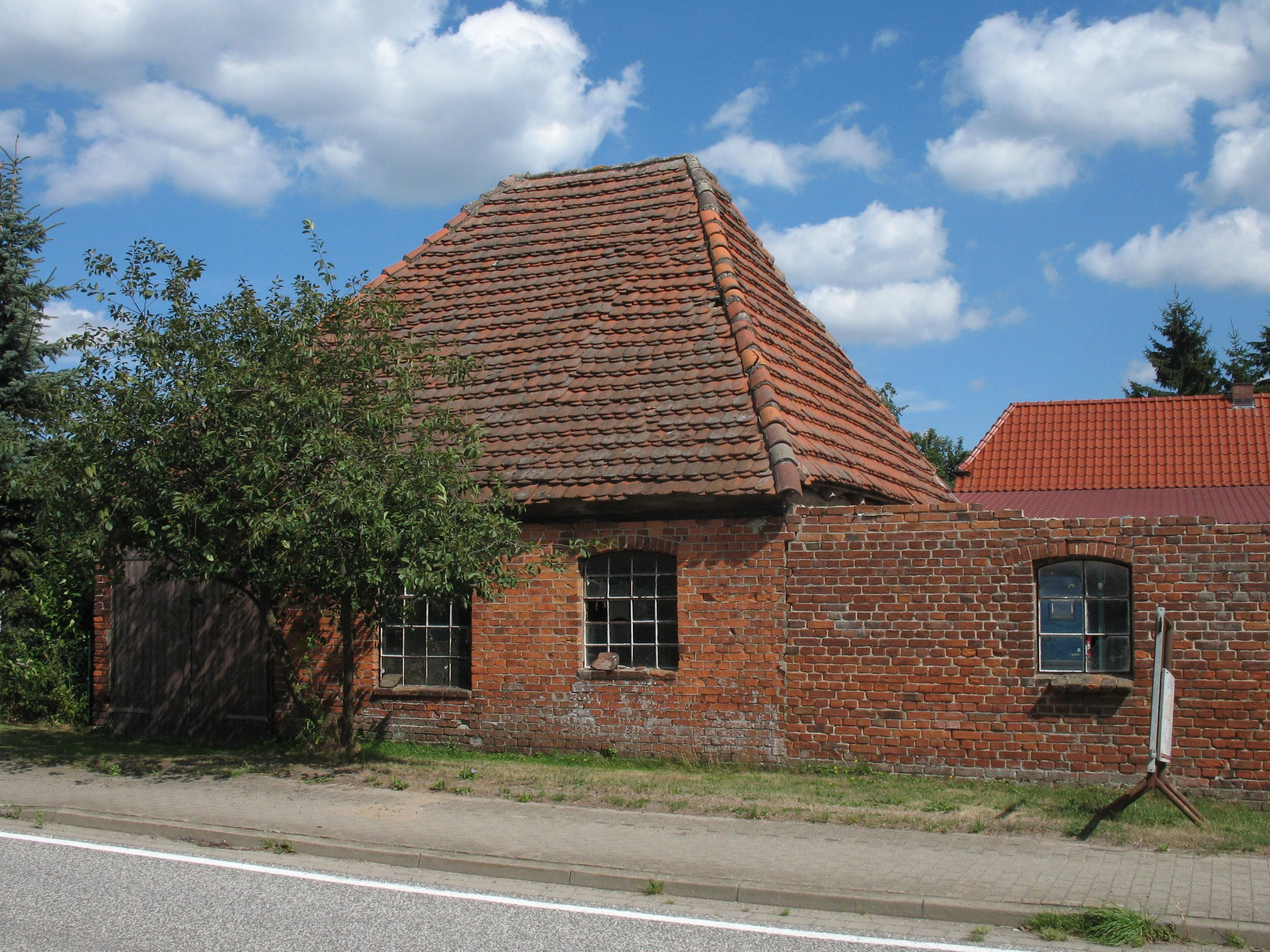
Voormalige smederij
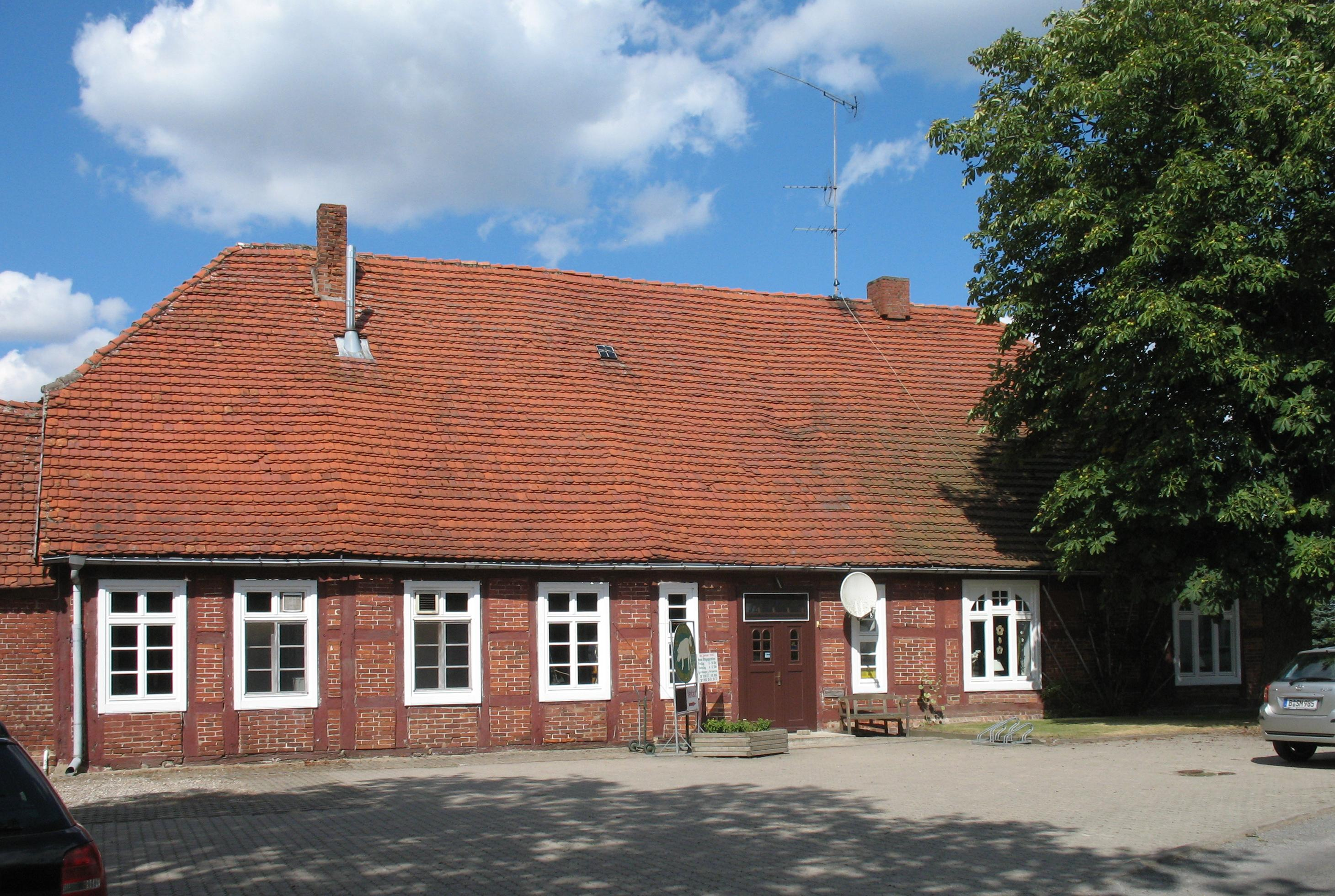
Ruester Krug 4